# Josef Raab (Widerstandskämpfer)
Josef Raab (* 27. Mai 1899 in Penzberg; † 28. Januar 1971 ebenda) war ein deutscher Widerstandskämpfer gegen den Nationalsozialismus, kämpfte im Spanischen Bürgerkrieg auf Seiten der Republik unter anderem als Kommandant des Thälmann-Bataillons und während des Zweiten Weltkrieges in den Reihen der französischen Widerstandsbewegung Résistance. Raab war außerdem Mitglied in der Bewegung Freies Deutschland für den Westen (CALPO).
1956 wurde Josef Raab „in Anerkennung hervorragender Dienste im Freiheitskampf des spanischen Volkes 1936–39“ mit der Hans-Beimler-Medaille ausgezeichnet. Im Spanischen Bürgerkrieg trug er den Namen Franz Raab.

## Leben

### Kindheit und Jugend
Geboren wurde Josef Raab am 27. Mai 1899 als Sohn einer Bergarbeiterfamilie in Penzberg. Er begann am 1. März 1913 in Walchensee eine Schlosserlehre, die er am 1. März 1916 erfolgreich beendete. Kurz nach seinem 18. Geburtstag wurde er zum Kriegsdienst eingezogen. Seit April 1919 arbeitete Raab im Bergwerk Penzberg als Schlosser. In den 1920er-Jahren wurde er Gaumeister im Ringen und war als Mitglied der 1. Mannschaft von 1928 bis 1933 Vorsitzender des AC Bayrisch-Fels. 1928 trat er in die 1918/19 gegründete Kommunistische Partei Deutschlands ein.

### Im antifaschistischen Widerstand
Nach Verbot des Roten Frontkämpferbundes wurde er Einsatzleiter des „Kampfbundes gegen den Faschismus“. Der Rotfrontkämpferbund und der Kampfbund gegen den Faschismus in Penzberg veranstalteten unter Raab seit dem Sommer 1932 regelmäßige Sport- und Exerzierübungen sowie Geländekämpfe und Grundbegriffe des Militärischen wie Tarnen und Entfernungsschätzen. Außerdem organisierte und versteckte die Widerstandsgruppe um Raab Waffen. Raab wurde von den Nationalsozialisten gesucht, er lebte auf der Flucht in den umgebenden Wäldern und wurde mit systematischen Suchaktionen von zahlreichen SA-Leuten und Polizisten gesucht. Anfang 1933 umfasste die Penzberger Widerstandsgruppe mindestens 30 Personen, neben Raab Georg Reithofer (Kassierer) sowie Josef Kastl, ein Opfer des 28. April 1945, außerdem Wallner, Numberger, Truger, Leonhard Wiedemann, Otto Kirner, Steinmaßl und Schmidtner.
Nach der Machtergreifung wurden 51 Personen im Mai 1933 wegen „Verdachts der Mittäterschaft oder Beihilfe an einem Verbrechen der Vorbereitung zum Hochverrat“ verhaftet; am 12. Juni 1933 wurde gegen 45 Personen die gerichtliche Voruntersuchung eröffnet. Im Dezember 1933 waren 46 Mitglieder der antifaschistischen Widerstandsorganisation in Untersuchungs- oder sogenannter Schutzhaft im Gefängnis München-Stadelheim sowie im KZ Dachau eingesperrt, unter ihnen 27 Bergleute, ein pensionierter Bergmann, vier Hilfsarbeiter, ein Bahnarbeiter, ein Obsthändler sowie zehn Handwerker.
Josef Raab lebte mit den Genossen Wiedemann, Dirwimmer, Herschel und Hörmann im Untergrund, zunächst in der Gegend von Beuerberg, später in Antdorf und Hohenkasten. Ende 1933 war Raab in Bichl unterwegs und fiel dort einem Penzberger Geschäftsmann auf, der seit Januar 1933 Mitglied der NSDAP war. Josef Raab flüchtete mit einem Genossen auf dessen Motorrad über Mittenwald/Scharnitz nach Österreich, wo er sich einige Wochen im Karwendelgebirge versteckt hielt, und wechselte dann von Österreich in die Schweiz. In der Schweiz beteiligte er sich umgehend an der antifaschistischen Arbeit; Raab und seine Genossen hielten Kontakte in die Heimat, schmuggelten Flugblätter und Zeitungen gegen das Naziregime ein und halfen mit, den Widerstand im Land zu organisieren. Die illegalen Grenzübertritte gingen von verschiedenen Orten aus; manchmal über Basel nach Frankreich und von dort aus nach Deutschland. Bei einem Treffen in München 1934 sah er sich plötzlich der Gestapo gegenüber. Er wurde von einem Kontaktmann, den die Behörden unter dem Decknamen „kleiner Willi“ eingeschleust hatten, verraten. Zum Schein ging er auf das Gestapo-Angebot ein, diese künftig mit Informationen zu versorgen. Dies verschaffte ihm einen Tag Freiraum, den er zur Flucht in die Schweiz nutzte. Bis zum Frühjahr 1936 blieb Raab in der Schweiz, ging anschließend nach Frankreich und nahm in Paris die antifaschistische Tätigkeit wieder auf.

### Spanischer Bürgerkrieg
Im Juli 1936 trug sich Raab in Paris in eine Liste ein, mit der sich Freiwillige für den Einsatz in Spanien meldeten, um sich den Internationalen Brigaden anzuschließen, und kam am 10. August 1936 in Barcelona an.
Eingegliedert wurde er dort in die Centuria Thälmann. Er wurde aufgrund seiner militärischen Erfahrung im Ersten Weltkrieg und im Rotfrontkämpferbund Ausbilder. Unter seiner Leitung wurde ein schwerer Lkw zu einem gebrauchsfähigen Panzerwagen umgebaut, der unter seiner Leitung bei Kämpfen an der Aragon-Front zum Einsatz kam.
In einer seiner Nachkriegs-Lebenslauf-Notizen schrieb Raab über seine Funktionen in Spanien: „Soldat, Panzerwagenkommandant, Instrukteur der MGK, stellvertretender Batl. Kommandant, Kommandant des Thälmann-Bataillons – Chef der deutschen Abteilung der Offizierschule, – Sonderabteilung in Albacete – Endkampf wieder Kommandant des Thälmann-Bataillons. Am 9. Februar 39 Überschreiten der fr. Grenze mit der 11. Brigade.“
Josef Raab war zeitweise Kommandant (im Rang eines Majors) der Brigade Thälmann (Thälmann-Bataillon) von Februar bis Mai 1937 und Juli 1938 bis Januar 1939.

### Internierung in Frankreich
Nach der Niederlage der republikanischen Armee überschritt Raab mit der 11. Brigade am 9. Februar 1939 die spanisch-französische Pyrenäengrenze und wurde von einem großen Aufgebot der Garde-Mobile in ein Internierungslager bei St. Cyprien verbracht. Das Internierungslager war eine offene Fläche in den Sanddünen nahe dem Meer, mit Stacheldraht umzäunt. Zum Schutz vor Kälte, See- und Sandstürmen mussten sich die Gefangenen Löcher im Sand graben, um Obdach zu finden. Es gab keine sanitären Anlagen, keine geregelte Verpflegung und kaum ärztliche Betreuung. Im Lager brachen Krankheiten wie Ruhr (Dysenterie), Skorbut und Typhus aus; die Umstände im Lager trugen erheblich dazu bei, dass die Gesundheit von Josef Raab für den Rest seines Lebens ruiniert war.
Die hygienischen Zustände verbesserten sich etwas, als Raab und viele seiner Mitgefangenen ins Barackenlager Camp de Gurs und später in das Pyrenäenlager Le Vernet verlegt wurden.

### Flucht aus dem Internierungslager – an der Seite der Résistance
Nach dem Waffenstillstand am 22. Juni 1940 in der unbesetzten Zone sollten alle Deutschen an das Deutsche Reich ausgeliefert werden.
Viele Teilnehmer am Spanischen Bürgerkrieg wurden ausgeliefert und in Konzentrationslager deportiert, wo viele von ihnen ermordet wurden oder durch Entkräftung ums Leben kamen. Raab gelang im Oktober 1941 mit einigen Kameraden der Ausbruch und die Flucht aus Le Vernet. In Toulouse konnte er Kontakt mit Widerstandskreisen aufnehmen und begab sich in die Schweiz, um Widerstandsverbindungen mit Frankreich herzustellen. In der Schweiz wurde er verhaftet und wieder nach Frankreich ausgeliefert; es folgte eine erneute Internierung in Le Vernet.
Im Lager Le Vernet wurden er und andere dann im November 1942 offiziell verhaftet und in das Abschiebegefängnis Castres (zwischen Toulouse und Montpellier) verbracht, jedoch nicht gleich an das Deutsche Reich ausgeliefert. Am Abend des 16. September 1943 gelang 36 Gefangenen (mehr als der Hälfte der Eingesperrten) der Ausbruch. Ein Großteil der Ausbrecher schloss sich dem französischen Widerstand der Résistance an, so auch Josef Raab. Trotz schwerer gesundheitlicher Beeinträchtigungen beteiligte er sich an Aktionen der Résistance, vor allem in der Stadt Toulouse. In Marseille gehörte er dem Stab der FTP-MOI an. Nach der Befreiung von Paris im Sommer 1944 schloss er sich dort dem Komitee Freies Deutschland für den Westen (KDFW frz. CALPO) an.

### Kommissarischer Bürgermeister der Stadt Penzberg
Anfang Juni 1945 kehrte Raab krank und geschwächt nach Penzberg zurück. Auf Betreiben der Penzberger Bergarbeiter wurde er von der amerikanischen Besatzungsmacht zum kommissarischen Bürgermeister der Stadt Penzberg ernannt. Dieses Amt übte er vom 21. Juni 1945 bis zum 29. Januar 1946 aus. Bei den ersten Gemeinderatswahlen erreichten SPD sieben, CSU und KPD je vier Sitze. Raab kandidierte für die KPD. Mit den Stimmen von CSU und SPD gewann der Sozialdemokrat Anton Prandl die Wahl. Bis zum 25. April 1948 blieb Josef Raab für seine Partei im Stadtrat. Sein Bruder Paul Raab saß vom Januar 1953 bis April 1956 für die KPD im Penzberger Stadtrat. In den 1950er Jahren betrieb Josef Raab eine kleine Gaststätte, die auch nach dem KPD-Verbot im August 1956 als „Kommunistentreff“ bekannt war.

## Ehrung in der DDR
- 1956 wurde Josef Raab „in Anerkennung hervorragender Dienste im Freiheitskampf des spanischen Volkes 1936–39“ mit der Hans-Beimler-Medaille ausgezeichnet.